# Eishockey-Bundesliga 1985/86
Die Saison 1985/86 der Eishockey-Bundesliga war die 28. Spielzeit der höchsten deutschen Eishockeyliga. Deutscher Meister wurde der Kölner EC, der als überragende Mannschaft der Spielzeit seine vierte Meisterschaft gewinnen konnte.
Ebenfalls an die Spitze des deutschen Eishockeys kehrte die Düsseldorfer EG zurück, sie musste sich erst im Finale dem KEC geschlagen geben und wurde Vizemeister. In der Relegation schaffte der zehnfache Meister SC Riessersee zum dritten Mal in Folge nur knapp den Klassenerhalt, während der Neuling SV Bayreuth wieder absteigen musste. Den frei gewordenen Platz nahm die Mannschaft von Eintracht Frankfurt als Sieger der Relegation ein.

## Voraussetzungen

### Teilnehmer
Folgende zehn Vereine nehmen an der Eishockey-Bundesliga 1985/86 teil (alphabetische Sortierung mit Vorjahresplatzierung):
| Klub             | Standort               | Vorjahr    | Play-offs           |
| ---------------- | ---------------------- | ---------- | ------------------- |
| SV Bayreuth      | Bayreuth               | Aufsteiger | –                   |
| Düsseldorfer EG  | Düsseldorf             | 8.         | Viertelfinale       |
| ECD Iserlohn     | Iserlohn               | 7.         | Viertelfinale       |
| ESV Kaufbeuren   | Kaufbeuren             | 5.         | Halbfinale 4. Platz |
| Kölner EC        | Köln                   | 2.         | Halbfinale 3. Platz |
| EV Landshut      | Landshut               | 4.         | Viertelfinale       |
| Mannheimer ERC   | Mannheim               | 3.         | Finale              |
| SC Riessersee    | Garmisch-Partenkirchen | 9.         | Relegation 1. Platz |
| SB Rosenheim     | Rosenheim              | 1.         | Deutscher Meister   |
| Schwenninger ERC | Schwenningen           | 6.         | Viertelfinale       |

### Modus
Wie in den Vorjahren wurde am Modus mit einer Doppelrunde (36 Spieltage) und anschließenden Meisterschafts-Play-offs (Best of Five) der besten acht Mannschaften festgehalten. Die beiden Letztplatzierten traten in einer Relegationsrunde gegen die besten vier Teams der 2. Bundesliga Nord und die besten vier Teams der 2. Bundesliga Süd an.

## Vorrunde

### Abschlusstabelle
|     | Klub             | Sp | S  | U | N  | Tore    | Punkte |
| --- | ---------------- | -- | -- | - | -- | ------- | ------ |
| 1.  | Kölner EC        | 36 | 26 | 4 | 6  | 198: 88 | 56:16  |
| 2.  | Düsseldorfer EG  | 36 | 23 | 5 | 8  | 216:141 | 51:21  |
| 3.  | SB Rosenheim (M) | 36 | 20 | 4 | 12 | 158:100 | 44:28  |
| 4.  | ECD Iserlohn     | 36 | 19 | 6 | 11 | 170:138 | 44:28  |
| 5.  | EV Landshut      | 36 | 17 | 1 | 18 | 142:149 | 35:37  |
| 6.  | ESV Kaufbeuren   | 36 | 15 | 4 | 17 | 162:183 | 34:38  |
| 7.  | Mannheimer ERC   | 36 | 12 | 9 | 15 | 137:159 | 33:39  |
| 8.  | Schwenninger ERC | 36 | 13 | 4 | 19 | 135:181 | 30:42  |
| 9.  | SC Riessersee    | 36 | 8  | 5 | 23 | 126:197 | 21:51  |
| 10. | SV Bayreuth (N)  | 36 | 3  | 6 | 27 | 115:223 | 12:60  |

Abkürzungen: Sp = Spiele, S = Siege, U = Unentschieden, N = Niederlagen, (N) = Neuling, (M) = Titelverteidiger

Erläuterungen: Play-offs Relegationsrunde

### Beste Scorer
| Spieler          | Team            | Spiele | Tore | Assists | Punkte |
| ---------------- | --------------- | ------ | ---- | ------- | ------ |
| Chris Valentine  | Düsseldorfer EG | 36     | 27   | 54      | 81     |
| Peter John Lee   | Düsseldorfer EG | 32     | 40   | 34      | 74     |
| Matti Hagman     | EV Landshut     | 36     | 25   | 49      | 74     |
| Libor Havlíček   | SC Riessersee   | 34     | 25   | 43      | 68     |
| Miroslav Sikora  | Kölner EC       | 36     | 45   | 23      | 68     |
| Paul Messier     | Mannheimer ERC  | 35     | 32   | 33      | 68     |
| Gerd Truntschka  | Kölner EC       | 35     | 14   | 54      | 68     |
| Helmut Steiger   | Kölner EC       | 34     | 24   | 41      | 65     |
| František Černík | ESV Kaufbeuren  | 36     | 20   | 41      | 65     |
| Ross Yates       | Mannheimer ERC  | 36     | 20   | 41      | 61     |

### Beste Verteidiger
| Spieler        | Team            | Spiele | Tore | Assists | Punkte |
| -------------- | --------------- | ------ | ---- | ------- | ------ |
| Ron Fischer    | SC Riessersee   | 36     | 9    | 26      | 35     |
| Mike Schmidt   | Düsseldorfer EG | 36     | 6    | 26      | 32     |
| Dieter Medicus | ESV Kaufbeuren  | 30     | 16   | 13      | 29     |

## Relegationsrunde
Die Relegationsrunde wurde in einer Einfachrunde ausgespielt, sodass jede Mannschaft jeweils ein Heim- und ein Auswärtsspiel gegen die übrigen Vereine bestritt.

### Abschlusstabelle
Der SC Riessersee belegte nach einem 7:1 und einem 3:3 im direkten Vergleich den zweiten Platz vor dem Augsburger EV.
|     | Klub                | Sp | S  | U | N  | Tore   | Punkte |
| --- | ------------------- | -- | -- | - | -- | ------ | ------ |
| 1.  | Eintracht Frankfurt | 18 | 12 | 3 | 3  | 86:45  | 27:9   |
| 2.  | SC Riessersee       | 18 | 11 | 2 | 5  | 89:61  | 24:12  |
| 3.  | Augsburger EV       | 18 | 10 | 4 | 4  | 95:62  | 24:12  |
| 4.  | BSC Preussen        | 18 | 10 | 3 | 5  | 98:61  | 23:13  |
| 5.  | ESG Kassel          | 18 | 9  | 4 | 5  | 96:71  | 22:14  |
| 6.  | SV Bayreuth         | 18 | 8  | 3 | 7  | 85:66  | 19:17  |
| 7.  | Duisburger SC       | 18 | 7  | 1 | 10 | 97:107 | 15:21  |
| 8.  | EHC Freiburg        | 18 | 5  | 2 | 11 | 75:96  | 12:24  |
| 9.  | EC Bad Tölz         | 18 | 4  | 2 | 12 | 58:105 | 10:26  |
| 10. | ERC Sonthofen       | 18 | 2  | 0 | 16 | 46:151 | 4:32   |

Abkürzungen: Sp = Spiele, S = Siege, U = Unentschieden, N = Niederlagen

Erläuterungen: Qualifiziert für die Bundesliga, Im nächsten Jahr 2. Bundesliga

### Beste Scorer
| Spieler         | Team          | Tore | Assists | Punkte |
| --------------- | ------------- | ---- | ------- | ------ |
| Dave O’Brien    | ESG Kassel    | 22   | 26      | 48     |
| Ulrich Egen     | BSC Preussen  | 20   | 25      | 45     |
| Michael Komma   | EC Bad Tölz   | 2    | 40      | 42     |
| Ken Berry       | SV Bayreuth   | 18   | 19      | 37     |
| Wiesław Jobczyk | Duisburger SC | 27   | 9       | 36     |
| Don Langlois    | ESG Kassel    | 19   | 17      | 36     |

## Play-offs
Alle Play-off-Runden, mit Ausnahme des Spiels um Platz 3, wurden im Modus „Best-of-Five“ ausgespielt.

### Viertelfinale
|                 |   |                  | Serie | 1         | 2   | 3    | 4   | 5 |
| --------------- | - | ---------------- | ----- | --------- | --- | ---- | --- | - |
| Kölner EC       | – | Schwenninger ERC | 3:0   | 4:3 n. V. | 6:2 | 8:0  | –   | – |
| Düsseldorfer EG | – | Mannheimer ERC   | 3:0   | 9:3       | 6:3 | 6:4  | –   | – |
| SB Rosenheim    | – | ESV Kaufbeuren   | 3:1   | 8:2       | 0:2 | 10:5 | 6:2 | – |
| ECD Iserlohn    | – | EV Landshut      | 3:0   | 2:0       | 7:4 | 4:2  | –   | – |

### Halbfinale
|                 |   |              | Serie | 1         | 2   | 3    | 4   | 5 |
| --------------- | - | ------------ | ----- | --------- | --- | ---- | --- | - |
| Kölner EC       | – | ECD Iserlohn | 3:1   | 6:2       | 0:2 | 7:2  | 5:0 | – |
| Düsseldorfer EG | – | SB Rosenheim | 3:0   | 4:3 n. V. | 5:2 | 10:5 | –   | – |

### Spiele um Platz 3
|                             | Serie | 1   | 2   |
| --------------------------- | ----- | --- | --- |
| ECD Iserlohn – SB Rosenheim | 0:2   | 4:6 | 4:8 |

### Finale
|           |   |                 | Serie | 1   | 2   | 3   | 4 | 5 |
| --------- | - | --------------- | ----- | --- | --- | --- | - | - |
| Kölner EC | – | Düsseldorfer EG | 3:0   | 6:5 | 6:5 | 6:1 | – | – |

## Kader des Deutschen Meisters
| Deutscher Meister Kölner EC | Torhüter: Helmut de Raaf, Thomas Bornträger, Alexander Lange Verteidiger: Udo Kießling, Uwe Krupp, Richard Trojan, Werner Kühn, Brian Young, René Ledock, Justyn Denisiuk Angreifer: Marc Otten, Miroslav Sikora, Christoph Augsten, Bogusław Maj, Doug Berry, Gordon Blumenschein, Helmut Steiger, Holger Meitinger, Gerd Truntschka, Peter Schiller, Steve McNeill Cheftrainer: Hardy Nilsson |